# Charles Flahault
Charles Henri Marie Flahault, född 3 oktober 1852 i Bailleul, departementet Nord, död 3 februari 1935 i Montpellier, var en fransk botaniker.
Flahault blev filosofie doktor 1878, studerade 1879 vid Uppsala universitet, blev professor i botanik i Montpellier 1881 och prefekt för botaniska institutionen där 1889. 
Sina tidigare studier ägnade Flahault åt växtanatomi och växtfysiologi, men senare sysselsatte han sig huvudsakligen med Frankrikes sötvattensalger och växtgeografi. 
Flahault blev 1889 ledamot av Fysiografiska sällskapet i Lund och 1905 av Vetenskapssocieteten i Uppsala samt blev vid Linnéjubileet 1907 medicine hedersdoktor i Uppsala.
Auktorsnamnet Flahault kan användas för Charles Flahault i samband med ett vetenskapligt namn inom botaniken; se Wikipediaartiklar som länkar till auktorsnamnet.